# Alfred Kurth

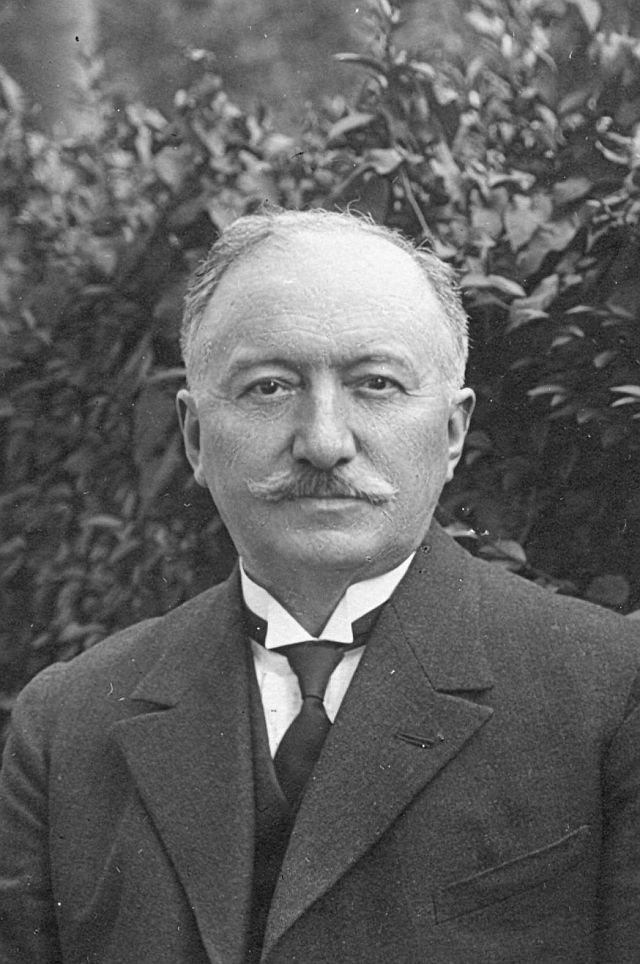
Alfred Kurth

Alfred Kurth (* 24. April 1865 in Grenchen; † 4. Februar 1937 in Grenchen) war ein Schweizer Uhrenfabrikant und Politiker. Zusammen mit seinem Bruder Adolf gründete er 1888 in Grenchen die Firma Certina Kurth Frères SA unter dem damaligen Namen „Kurth Frères“.

## Leben
Alfred Kurth entwickelte sich mit Fleiss und Ausdauer aus einfachen Verhältnissen vom Visiteur zum Uhrenfabrikanten. Schon 1896 wurde er als Vertreter der Freisinnigen Partei in den Rat der Einwohnergemeinde Grenchen gewählt. Von 1900 bis 1917 bekleidete er das wichtige Amt des Statthalters, der in turbulenter Zeit oft den Ammann zu ersetzen hatte. Unschätzbare Dienste leistete Alfred Kurth im Weiteren der reformierten Kirchgemeinde von Grenchen, deren Präsident er während 21 Jahren war. In dieser Eigenschaft nahm er tatkräftig Anteil am Bau der reformierten Kirche und des ersten Pfarrhauses.